# Остерхолц-Шармбек
Остерхолц-Шармбек (њем. Osterholz-Scharmbeck) град је у њемачкој савезној држави Доња Саксонија. Једно је од 11 општинских средишта округа Остерхолц. Према процјени из 2010. у граду је живјело 30.538 становника. Посједује регионалну шифру (AGS) 3356007.

## Географски и демографски подаци
Остерхолц-Шармбек се налази у савезној држави Доња Саксонија у округу Остерхолц. Град се налази на надморској висини од 11 метара. Површина општине износи 146,9 km². У самом граду је, према процјени из 2010. године, живјело 30.538 становника. Просјечна густина становништва износи 208 становника/km².

## Међународна сарадња
| Мјесто | Држава   | Врста сарадње | Од    |
| ------ | -------- | ------------- | ----- |
|        | Пољска   | партнерство   | 2006. |
|        | Филипини | партнерство   | 1977. |
| Извор  |          |               |       |